# Abaixador
L'abaixador era un menestral que tenia com a ofici abaixar el pèl dels draps de llana tot tallant i igualant el pèl sobresortint amb unes grans tisores d'abaixar, caracteritzades per funcionar amb una molla i no tenir punta. Aquest ofici sovint s'associava al de paraire.
A la Baixa edat mitjana, n'hi va haver a Barcelona, Lleida i Girona, per exemple.
A casa nostra va desaparèixer al llarg del segle xix per l'aparició de les màquines tonedores.